# 羽毛荸荠
羽毛荸荠（学名：Heleocharis wichurae）为莎草科荸荠属的植物。分布在日本、远东地区、朝鲜以及中国大陆的浙江、甘肃、东北、河北、山东等地，生长于海拔1,680米的地区，一般生于水边草丛中，目前尚未由人工引种栽培。